# Нго Куанг Ченг
Нго Куанг Ченг (в'єт. Ngô Quang Trưởng, 13 грудня 1929 — 22 січня 2007) — офіцер армії Республіки В'єтнам (ARVN). У 1954 році Тренг отримав посаду у В’єтнамській національній армії, а протягом наступного десятиліття просувався вгору, переважно в повітряно-десантній бригаді. У 1966 році Тренг вперше очолив дивізіон після того, як йому було передано командування 1-м відділом після того, як він допоміг придушити буддистське повстання. Він відновив підрозділ після періоду розбіжностей і використовував його для відсічі комуністам і відвоював імперську цитадель Хюе після тижнів запеклих вуличних боїв під час наступу Тет. У 1970 році Тренг отримав командування IV корпусом у дельті Меконгу, і покращив там ситуацію до такої міри, що дозволив передислокувати частину своїх сил в інші частини країни, які відчували труднощі під тиском комуністів. 
У 1972 році його призначили командиром I корпусу після того, як некомпетентне керівництво генералом Хоанг Сюан Ламом призвело до краху Південного В'єтнаму перед лицем Великоднього наступу, масового звичайного вторгнення Північного В'єтнаму. Стабілізував сили ARVN перед тим, як відкинути комуністів.
У 1975 році комуністи знову атакували. Цього разу президент Нгуєн Ван Тієу дав суперечливі накази Тренгу щодо того, чи варто йому стояти й боротися, чи відмовитися від частини території та консолідуватися. Це призвело до деморалізації I корпусу та його розвалу, дозволивши комуністам набрати обертів і захопити Південний В’єтнам протягом двох місяців. Trưởng втік із Південного В’єтнаму під час падіння Сайгону та оселився у Вірджинії у Сполучених Штатах.